# Tour of Kosovo
Die Tour of Kosovo ist ein Straßenradrennen für Männer im Kosovo.
Das Etappenrennen fand erstmals im Jahr 2009 statt, seit 2019 gehört es zur UCI Europe Tour und ist in die UCI-Kategorie 2.2 eingestuft. Die Strecke führt in drei Etappen meist hügelig durch das Gebiet des Kosovo.

## Sieger (ab 2019)
| Jahr | Sieger                 | Zweiter               | Dritter                 |          |
| ---- | ---------------------- | --------------------- | ----------------------- | -------- |
| 2010 | Karsten Keunecke       | Jonid Tosku           | Besmir Banushi          |          |
| 2011 | Ylber Sefa             | Altin Sufa            | Qëndrim Guri            |          |
| 2012 | Besmir Banushi         |                       |                         |          |
| 2013 | Heinrich Berger        | Esad Hasanović        | Benjamin Höller         |          |
| 2014 | Olsian Velia           | Alexander Schlenkrich | Sascha Starker          |          |
| 2015 | Alban Nuha             | Ylber Sefa            | Besmir Banushi          |          |
| 2016 | Ylber Sefa             | Egzon Misini          | Nikolla Xhukiç          |          |
| 2017 | Stanimir Tscholakow    | Besmir Banushi        | Bart Dielissen          |          |
| 2018 | Innokenty Zavyalov     | Daaf Koemans          | Bart Dielissen          |          |
| 2019 | Charalampos Kastrantas | Yordan Andreev        | Kenny Nijssen           |          |
| 2020 | abgesagt               | abgesagt              | abgesagt                | abgesagt |
| 2021 | Tristan Delacroix      | Ylber Sefa            | Nikodemus Holler        |          |
| 2023 | Nicolò Garibbo         | Piergiorgio Cozzani   | Nikolaos Michail Drakos |          |
| 2024 | abgesagt               | abgesagt              | abgesagt                | abgesagt |